# Церква Миколи Чудотворця (Семибалки)
Церква Миколи Чудотворця (рос. Церковь Николая Чудотворца) — православний храм в селі Семибалки Ростовської області; Ростовська і Новочеркаська єпархія, Азовське благочиння.
Адреса: 346774, Ростовська область, Азовський, село Семибалки, провулок Спортивний, 5.

## Історія
З 1861 року село стало центром Семибалковской волості, до якої входили села Павлово-Очаковка з хутором Страшною і Стефанидино-Дар з селищем Лизетино.
Перша церква — в ім'я Миколая Угодника — дерев'яна, на кам'яному фундаменті, була побудована Маргаритом Мануиловичем Блазо на честь дочки Марії в 1797 році. Коли храм занепав, то в 1882 році на кошти вдови колезького асесора Глафіри Григорівни Сарандинаки була побудована нова церква. Стару розібрали і продали в хутір Головатий (нині село Головатовка).
У 1937 році Нікольський храм був зруйнований. Новий прихід був створений тільки в 2000 році. На громадські кошти було придбано будівлю магазину і переобладнано під молитовний будинок. Були облаштовані вівтар і дзвіниця, поставлений купол з хрестом, обладнана пекарня.[3] Чинне сьогодні будинок Микільського храму є тимчасовим. Адміністрацією Азовського району села було виділено земельну ділянку для будівництва кам'яного храму саме на тому місці, де до 1937 року стояла колишня церква.
Настоятель Нікольського храму з 2013 року — ієрей Олег Володимирович Романенко.